# Unidentified Aerial Phenomena Task Force
La Unidentified Aerial Phenomena Task Force (Uaptf), in italiano Unità (per lo studio) dei fenomeni aerei non identificati, è un'unità della United States Navy (Marina degli Stati Uniti d'America) istituita il 4 agosto 2020 : il suo scopo è di scoprire, analizzare e catalogare ogni fenomeno aereo non identificato che potenzialmente possa costiuire un pericolo per la sicurezza degli Stati Uniti d'America.